# Taraxacum ribii
Taraxacum ribii là một loài thực vật có hoa trong họ Cúc. Loài này được D.P.Petit miêu tả khoa học đầu tiên.